# Gotbert de Brienne
Gotbert de Brienne ou Gozbert de Brienne (né vers 875 - † après 951) a participé avec son frère Engelbert à la prise du comté de Brienne au milieu du Xe siècle.

## Biographie
Selon le chroniqueur Flodoard et Richer, moine à Reims, en 951, Gotbert et son frère Engelbert, tous deux qualifiés de brigands, s'emparent du comté de comté de Brienne puis renforcent le château de Brienne à partir duquel ils pillent la région. Le roi Louis IV d'Outremer doit intervenir et vient assiéger et détruire le château.
Selon Richer, les deux frères auraient été capturés par le roi, qui n'accepta de les libérer sous serment que sur la demande de Liétald, comte de Mâcon et beau-frère du comte de Troyes Gilbert de Chalon.
Ils reconstruisent alors le château et semblent le tenir dorénavant du roi des Francs.
Il est toutefois probable que Gotbert et Engelbert aient une origine bourguignonne et aient été installés par Gilbert, comte de Chalon et de Troyes,.
Gotbert semble ne pas avoir survécu longtemps après la prise du château de Brienne par le roi Louis IV d'Outremer

## Mariage et enfants
Gotbert ne semble pas avoir été marié et n'a pas de postérité connue.

## Source
- J.A. Jacquot, Notice historique sur Brienne, 1832.
- M. Bourgeois, Histoire des comtes de Brienne, 1848.
- Marie Henry d'Arbois de Jubainville, Histoire des Ducs et Comtes de Champagne, 1865.
- Marie Henry d'Arbois de Jubainville, Catalogue d'actes des comtes de Brienne, 950-1356..., 1872.
- Edouard de Saint-Phalle, Les comtes de Brienne, 2017.
- Dana Celest Asmoui Ismail, History of the Counts of Brienne (950 – 1210), 2013.
- Guy Perry, The Briennes: The Rise and Fall of a Champenois Dynasty in the Age of the Crusades, c. 950–1356, 2018.